# 獏

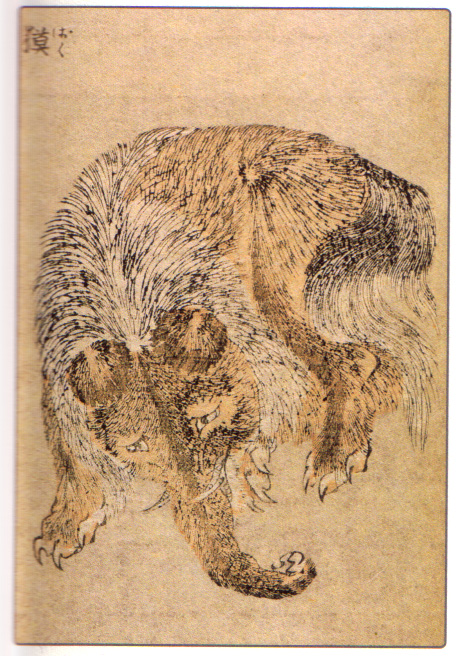
獏（葛飾北斎画）

水木しげるロードに設置されている「ばく」のブロンズ像

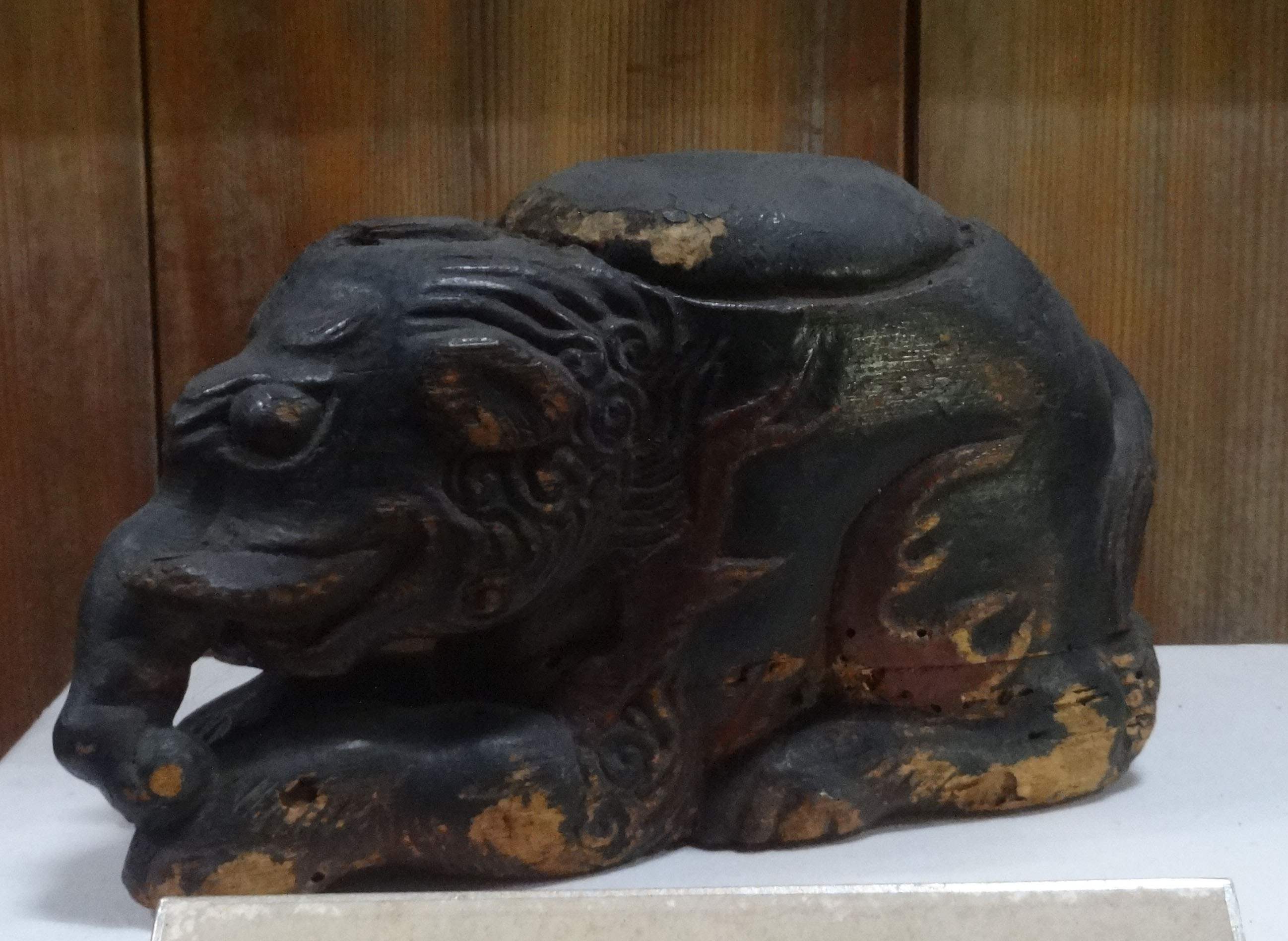
豊臣秀吉が使用したと伝わる獏枕

獏（ばく）は、伝説の生物。中国発祥で、日本へ伝わった。日本では、人が睡眠中に見る悪夢を食べるとされる。

## 概要
中国で「獏（貘）」は古くから文献に見えるが、どんな動物であるかについては文献によって一定しない。『爾雅』釈獣には「白豹」であるといい、『説文解字』には「熊に似て黄黒色、蜀中（四川省）に住む」（『爾雅』疏に引く『字林』も同様だが「白黄色」とする）であるという。『爾雅』の郭璞注には「熊に似て頭が小さく脚が短く、黒白のまだらで、銅鉄や竹骨を食べる」とあり、ジャイアントパンダを指したようである。段玉裁『説文解字注』では、今も四川省にいるとしており、やはりパンダを指している。後に、白黒まだらであることからマレーバクと混同され、また金属を食べるという伝説が大きく取り上げられることになった。
『本草綱目』にも引かれている白居易「貘屏賛」序によると、鼻はゾウ、目はサイ、尾はウシ、脚はトラにそれぞれ似ているとされる。
日本では獏は悪夢を食べるとされる。中国では獏が悪夢を食べる描写は無かった。しかし、獏の毛皮を座布団や寝具に用いると疾病や悪気を避けるといわれ、獏の絵を描いて邪気を払う風習もあり唐代には屏風に獏が描かれたりした。こうした邪気を払う伝説が日本に伝わるにあたり、「悪夢を食べる」と解釈されるようになったと考えられている。『後漢書』や『唐六典』の注に伯奇（はくき）が夢を食うといい、これが獏と混同されたとの説もある。なおこの「伯奇」を「莫奇」と書いてある文献もあるが、江戸時代の小島成斎『酣中清話』の記載を孫引きしたもののようである。
日本の室町時代末期には、獏の図や文字は縁起物として用いられた。正月に良い初夢を見るために枕の下に宝船の絵を敷く際、悪い夢を見ても獏が食べてくれるようにと、船の帆に「獏」と書く風習も見られた。江戸時代には獏を描いた札が縁起物として流行し、箱枕に獏の絵が描かれたり、獏の形をした「獏枕」が作られることもあった。
中国の聖獣・白沢と混同されることもある。東京都の五百羅漢寺にある獏王像も、本来は白沢の像とされている。

## 実在の動物との関連
奇蹄目バク科の哺乳類のバクは、この伝説上の獏と姿が類似する事から、この名前がついた。
京都大学名誉教授 林巳奈夫の書いた『神と獣の紋様学―中国古代の神がみ―』によれば、古代中国の遺跡から、実在する動物であるバクをかたどったと見られる青銅器が出土している。このことから、古代中国にはバク（マレーバク）が生息しており、後世において絶滅したがために、伝説上の動物・獏として後世に伝わった可能性も否定はできない。なお古代中国においては、他にもアジアゾウ（英語版）やインドサイやスマトラサイやジャワサイ（英語版）が生息しており、雲南省の野生ゾウの個体群を除けばその後に絶滅している。